# 阿里安沙體育會
阿里安沙蘇蘭拿體育會（Club Alianza Atlético de Sullana）是一支秘魯足球會，位於蘇蘭拿，於1920年1月18日成立。1988年首次升班至秘超，他們是唯一一支不是秘魯的城市代表的超聯球會。2015年他們升班至秘超。